# Сакар'я (річка)
Сакар’я (тур. Sakarya; також Сангаріус: грец. Σαγγάριος, лат. Sangarius) — річка, що розташована у північно-західній частині півострова Мала Азія та впадає у Чорне море. Основні притоки: Порсук, Анкара (на березі якої розташована столиця Туреччині Анкара). Сакар’я, чи Сангаріус, не є судноплавною.
У пониззі річки розташоване місто Адапазарі, верхів'я розташоване в історичній області Фригія, а гирло у Віфінії. Сакар'я є другою за довжиною річкою Туреччини (її довжина становить від 790 до 824 км). Площа басейну понад 65 тис. км². Середньорічний стік води приблизно 200 м³ / с. У водах річки водиться кримський вусань.
Береги Сангаріуса розорані, хоча й збереглися залишки лісів, які складаються з верби, вільхи, в'яза і ясеню. На річці побудована ГЕС Сарияр (за 125 км від Анкари) і Гйокчекая (за 60 км нижче за течією від Сарияр). Екологічна ситуація несприятлива.
Головною визначною пам'яткою річки є міст Бешкьопрю (тур. Beşköprü) довжиною в 430 м, побудований імператором Юстиніаном. 
Аналогічну назву в Туреччині носить провінція в районі річки Сакар’я, з центром в Адапазари (колиш. Місто Бурса).
У давнину річка Сангаріус вважалася західним кордоном Галатії. Під час Другої греко-турецької війни неподалік  від річки Сакар’я стався переломний бій між грецькими та турецькими військами, результатами якого було відвоювання турками Малої Азії.